# Komi Dossouvi
Komi Dossouvi, né le 13 mars 1975 à Aného, est un coureur cycliste togolais.

## Biographie
En début d'année 2004, Komi Dossouvi remporte deux étapes du Tour du Bénin. Deux mois plus tard, il s'illustre en remportant une étape puis le général du Tour du Togo. À ce jour, il reste toujours le dernier cycliste originaire du pays à avoir inscrit son nom au palmarès de la course. L'année suivante, il participe au Tour du Faso, où il se classe dixième d'une étape.
En 2015, il termine du championnat du Togo sur route.

## Palmarès
- 2004
  - 3e et 4e étapes du Tour du Bénin
  - Tour du Togo :
    - Classement général
    - 1re étape
- 2007
  - 7e étape du Tour du Togo
- 2015
  - 3e du championnat du Togo sur route